# 197 Brygada Okrętów Desantowych

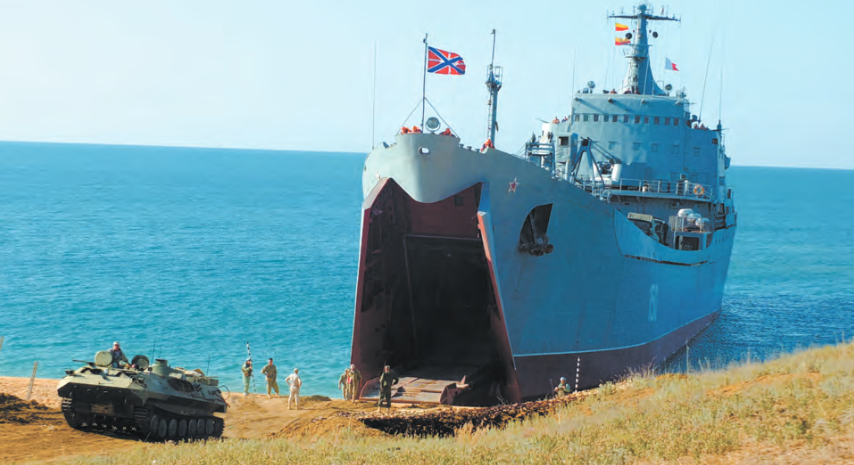
BDK-65 Saratow

197 Brygada Okrętów Desantowych – związek taktyczny Sił Zbrojnych Federacji Rosyjskiej w strukturach Floty Czarnomorskiej.
Dowództwo i sztab brygady stacjonuje (2008) w Sewastopolu.
| Okręty w 2008              |               |                                          |
| Nazwa                      | Typ           | Uwagi                                    |
| BDK-152 Nikołaj Filczenkow | Projekt 1171  | w linii od 1975                          |
| BDK-65 Saratow             | Projektu 1171 | w linii od 1966, zatopiony 24 marca 2022 |
| BDK-69 Orsk                | Projekt 1171  | w linii od 1968                          |
| BDK-46 Nowoczerkask        | Projekt 775   | w linii od 1987                          |
| BDK-64 Cezary Kunikow      | Projekt 775   | w linii od 1984                          |
| BDK-67 Jamał               | Projekt 775   | w linii od 1987                          |
| BDK-54 Azow                | Projektu 775  | w linii od 1990                          |